# خط‌کش معماری

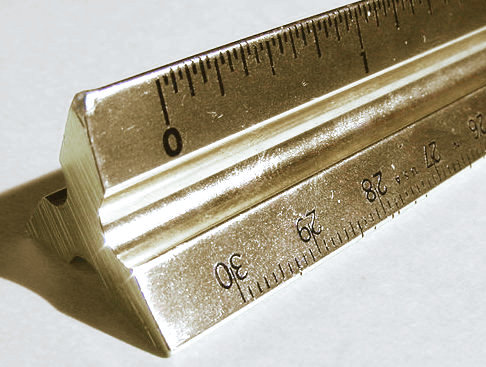
خط‌کش مقیاس سه وجهی معماری

خط‌کش مقیاس یا اِشِل نوعی خط‌کش است که دارای سه وجه است و این خط‌کش برای اندازه گیری نقشه‌های معماری در مقیاسهای متفاوت کاربرد دارد و در اصل نوعی تبدیل‌کننده مقیاسها است.
برای مثال اینچ به سانت یا بالعکس.که تفاوت آن با خط‌کش مهندسی در درجات (مقیاس‌های) مندرج‌شده روی آن است.